# Hydrotaea plumitibiata
Hydrotaea plumitibiata är en tvåvingeart som beskrevs av Xue, Wang och Du 2007. Hydrotaea plumitibiata ingår i släktet Hydrotaea och familjen husflugor. Inga underarter finns listade i Catalogue of Life.